# Палава (виноград)
Палава (чеш. Pálava) — технический (винный) сорт винограда, используемый для производства белых вин.

## Происхождение
Виноград получен скрещиванием сортов Саваньен розе × Мюллер-тургау. Сорт был выведен селекционером Йозефом Веверкой, который начал работу в 1953 году в Вельке-Павловице, а затем продолжил в Перне. В 1977 году сорт был зарегистрирован в Государственной сортовой книге Чехословакии. Виноград назван в честь Палавского региона.

## География
Сорт культивируют в Моравии, в основном в винных субрегионах (чеш. Vinařská podoblast) Микулов и Зноймо. Также сорт незначительно произрастает в Словакии.

## Основные характеристики
Сила роста лозы средняя.
Лист средних размеров, округлый, сильнорассеченный, пятилопастный. Снизу имеется опушение. Черешковая закрытая с каплевидным просветом.
Цветок обоеполый.
Гроздь средних или крупных размеров, коническая или ширококоническая, плотная.
Ягоды средние, округлые или овальные, серовато-розовой окраски. Кожица толстая. Мякоть сочная, мясистая.
Сорт среднего периода созревания. 
Урожайность выше среднего, больше, чем у родительского сорта, Саваньен розе. Устойчивость к болезням низкая.

## Применение
Сорт используется для производства белых полусухих, полусладких и сладких вин, схожие по характеристикам с Саваньен розе или Гевюрцтраминером — полнотелость, пряные ароматы, ноты розовых лепестков. В последнее время виноград постепенно набирает популярность, и из него начинают производить незаурядные вина.

## Синонимы
Nema, Veverka, TČ x MT 0104.